# Yammy
Yammy（やみー 1976年10月16日 - ）は、京都を拠点に幅広く活動するジャズ・シンガーソングライター。福島県白河市出身（現在は京都市在住）。自身のレーベル「Love Sound Records」をはじめ多くのレーベルから音源をリリース。

## 経歴
福島県立安積女子高等学校（現・福島県立安積黎明高等学校）在籍時に水泳部とコーラス部の二足のワラジに明け暮れる。コーラス部では部長を務め、全国大会など多くの賞を総ナメにする。
その後、京都の同志社大学法学部に進学し、犯罪心理学などに興味を持つ。しかし自身のライフスタイルとの温度差を感じ1年で大学を休学して単身渡米。1年間のサクラメントでのホームステイを経て、ロサンゼルスの音楽学校「Musicians Institute」に入学。そこで初めてジャズと出会い、本格的なボーカルトレーニングを積む。その頃の級友にギタリストの安達久美などがいた。
帰国後、長谷川朗率いるジャズバンド「LO-4」のボーカルとして活動をはじめ、ヒップホップグループ「瘋癲」の初代ボーカリストとして参加するなど、ジャンルを超えた活動を始める。
元スペクトラムのギタリスト・西慎嗣と出会い創作活動を開始。2003年に初めて作詞したオリジナル曲「Love Sound」をスライ&ロビーと共に制作し、FLMEよりリリース。また同曲はスライ&ロビーにカバーされ、BERES HAMMONDのボーカルで世界発売され2007年グラミー賞のベストレゲエアルバムの最終ノミネート曲となる。
その後、憧れだったSAKURAが結成したコーラスチーム「A.Pu'ah-li」に参加し、共に全国のサーフポイントなどでライヴをおこなう。またDJ SASAと服部正太郎とのコラボレーションでレゲエやスカコンピレーションに参加。
2007年から新風館のイメージアーティストとして自らのライヴイベント「Yammy's Sunday」を毎月開催。自身のレーベル「Love Sound Records」を立ち上げ「HNL」を2008年夏にリリース。
2008年12月 ミニアルバム「essence」をリリース。iTunesで全世界発売。また音楽配信サイトviBirth主催のLIVE GP 08で初代グランプリに輝く。この日の模様はLIVE DVD「a cup of live」としてリリース。
2009年4月1日 α-Stationにおいて自身の番組「Yam Yam Yammy」を開始。京都の老舗ライヴハウスLIVE SPOT RAGに於いてライヴ「Yammy's Garden」を行い、初のワンマンライブにしては異例の動員を記録。11月 初のフルアルバム「B.L.T.〜Beautiful Love Tunes〜」リリース。
2010年8月8日 京都市円山公園野外音楽堂で夏フェス「Super Yammy's Garden」開催に併せてアルバム「colors」をリリース。同アルバムに収録されている「夏物語」がα-Station「J-AC TOP40」で8位までランクアップ。12月 LIVE SPOT RAGに於いて「Yammy sings Burt Bacharach」バート・バカラックの名曲だけを歌うライヴを行なう。
2011年3月 東日本大震災で被災した故郷にむけた「君のもとへ」を制作し、CDの収益を義援金とする活動を開始する。7月 Yammy 3rd anniversary Yammy's Tricolor ～Live Spot RAG 3days～で「Yammy's Garden」「Yammy sings Burt Bacharach」「TRASH feat. Yammy」連日超満員。8月 日本テレビ系列「24時間テレビ 愛は地球を救う」の福島会場で谷村新司、ET-KING、Aqua Timezらと共演。10月 ラジオ福島で毎週木曜日21時より自身の番組「Yammy's Garden」をスタート。11月12日に故郷の福島県白河市で初のホールコンサート「がんばろう白河〜Yammy's Garden in しらかわ」を行なう。

## ディスコグラフィー/参加作品
- WIRED/V.A (ポニーキャニオン/1999) Fu-Ten/瘋癲
- GO GO GORGEOUS LIFE (Good Times Records/1999) STONED SOUL PICNIC
- Love Sound～これから…それから…～ (FLME/2005) 西慎嗣 feat.Yammy
- いつまでも〜すべての人の心へ届けversion〜 (sakura咲楽records/2006) SAKURA & A.Pu'ah-li
- Def Tech Presents Jawaiian Style Records 〜Ehukai〜 (UNIVERSAL MUSIC/2006) SAKURA introducing A.Pu' ah-li
- Peace of Mind with Micro of Def Tech (UNIVERSAL MUSIC/2007) SAKURA
- G.L.M.〜Girl's Life Music〜 (UNIVERSAL MUSIC/2007) SAKURA
- スカニメーションZ/V.A (geneon/2007) 服部正太郎と彼のオーケストラ
- SKADAY NIGHT FEVER/V.A (geneon/2007) STONED SOUL PICNIC
- ミニSKA!/V.A (geneon/2008) 服部正太郎とDJ SASA feat.Yammy
- ELECTRO LOVERS vol1&2 (geneon/2008) ELECTRO LOVERS ORCHESTRA
- Musical Youth -RAGA FAMILY-/V.A (geneon/2008) DJ SASA & Candy Islands
- HNL (Love Sound Records/2008) Yammy
- essence (Love Sound Records/2008) Yammy
- a cup of live (Love Sound Records/2009) Yammy
- B.L.T.〜Beautiful Love Tunes〜 (Love Sound Records/2009) Yammy
- colors (Love Sound Records/2010) Yammy
- 君のもとへ (Love Sound Records/2011) Yammy
- 夜明けの涙 (Love Sound Records/2012) Yammy
- Yammy (Love Sound Records/2013) Yammy
- 愛しきキミ想ふ (Love Sound Records/2017) Yammy*
- 太陽 (Love Sound Records/2018) Yammy*